# 이나쓰키정
이나쓰키정(稲築町)은 후쿠오카현 중앙부에 위치했다, 1941년에 정으로 승격했던 정이다.  2006년 3월 27일  야마다시, 가호정, 우스이정과 대등합병해 가마시가 되었다.

## 역사
- 1889년 4월 1일 - 정촌제 시행에 의해 이나쓰키촌이 성립하였다.
- 1896년 4월 1일 - 군제 시행에 의해 가호군이 성립하여 소속이 변경되었다.
- 1941년 4월 17일 - 정으로 승격해 이나쓰키정이 되었다.
- 2006년 3월 27일 - 1시 2정이 합병해 가미시가 되어 소멸하였다.

## 교통

### 철도
- 규슈 여객철도 고토지 선

### 도로
- 국도 211호선